# 安釐王
安釐王（あんきおう）は、中国戦国時代の魏の君主。君主としては6代目、王としては4代目。『史記』の「魏世家」に記述がある（在位：紀元前276年 - 紀元前243年）。姓は姫、氏は魏、諱は圉（ぎょ）。

## 生涯
父は昭王、子に増（後の景湣王）。戦国四君の一人である信陵君は異母弟にあたる。
即位後は隣国の秦の白起の侵攻にあった。安釐王4年（紀元前273年）、華陽（現在の河南省新鄭県北部）の戦いで白起の前に魏軍は斬首15万という大敗を喫した。このため、魏の弱体化に付け込んで斉と楚が連合して攻撃してきたため、安釐王は秦に援軍を求めて連合軍を撃退した。
また、安釐王には優秀な末弟の信陵君がいたが、ある時囲碁（双六との説もある）を打っていた所、趙との国境から烽火が上がり、安釐王は趙の侵攻かと思い慌てたが、信陵君は落ち着いて「趙王が狩をしているだけのことです」と言った。安釐王が確かめさせると果たしてその通りであった。信陵君は食客を通じて趙国内にも情報網を張り巡らしていたので、趙の侵攻ではないと分かっていたのだが、これ以後の安釐王は信陵君の力を恐れて、国政に関わらせようとはしなくなった。
安釐王は秦と結んで韓を滅ぼし、韓にかつて奪われた領土を回復しようとした。しかし、重臣が秦が強大化すると諫言したため、思いとどまった。
安釐王20年（紀元前257年）、秦軍が趙の首都の邯鄲を包囲した。趙の公子の平原君の妻は安釐王と信陵君の姉妹（信陵君にとっては姉）だったため、安釐王は平原君の要請に応じて晋鄙に救援に向かわせたが、秦の実力を恐れる王は軍を途中で留めて進軍を許さなかった。このため、信陵君は兄王の命令と偽って晋鄙に盗み出して来た軍の指揮権管理者が持つ割符を見せたが、納得しない為これを撲殺し、軍を掌握して趙を救援し、秦軍は敗走した。しかしこのため、信陵君は魏に戻る事ができなくなり趙に留まり、信陵君のいなくなった魏が秦に攻められた。安釐王は趙にいる信陵君に帰国を求め、安釐王30年（紀元前247年）に信陵君は魏に戻って上将軍となり、諸侯の救援の軍勢と連合して秦軍を破った。
秦は信陵君がある限り魏は攻められないと考え、かつて信陵君が撲殺させた晋鄙の食客を利用して安釐王に王位を伺っていると讒言させた。これを機に安釐王は信陵君を疎んじ出した。信陵君は引退して日夜歓楽にふけり出した。
安釐王34年（紀元前243年）に死去した。太子の増が跡を継いで景湣王となった。同年に信陵君も酒毒が原因で没し、魏はこの18年後に秦に滅ぼされた。